# Místico
Luis Ignacio Urive Alvirde (sinh ngày 22 tháng 12 năm 1982) là một đô vật chuyên nghiệp người Mexico. Anh hiện đang đấu vật cho Consejo Mundial de Lucha Libre (CMLL) dưới tên võ đài là Carístico.